# Schloss Allmendingen (Schweiz)

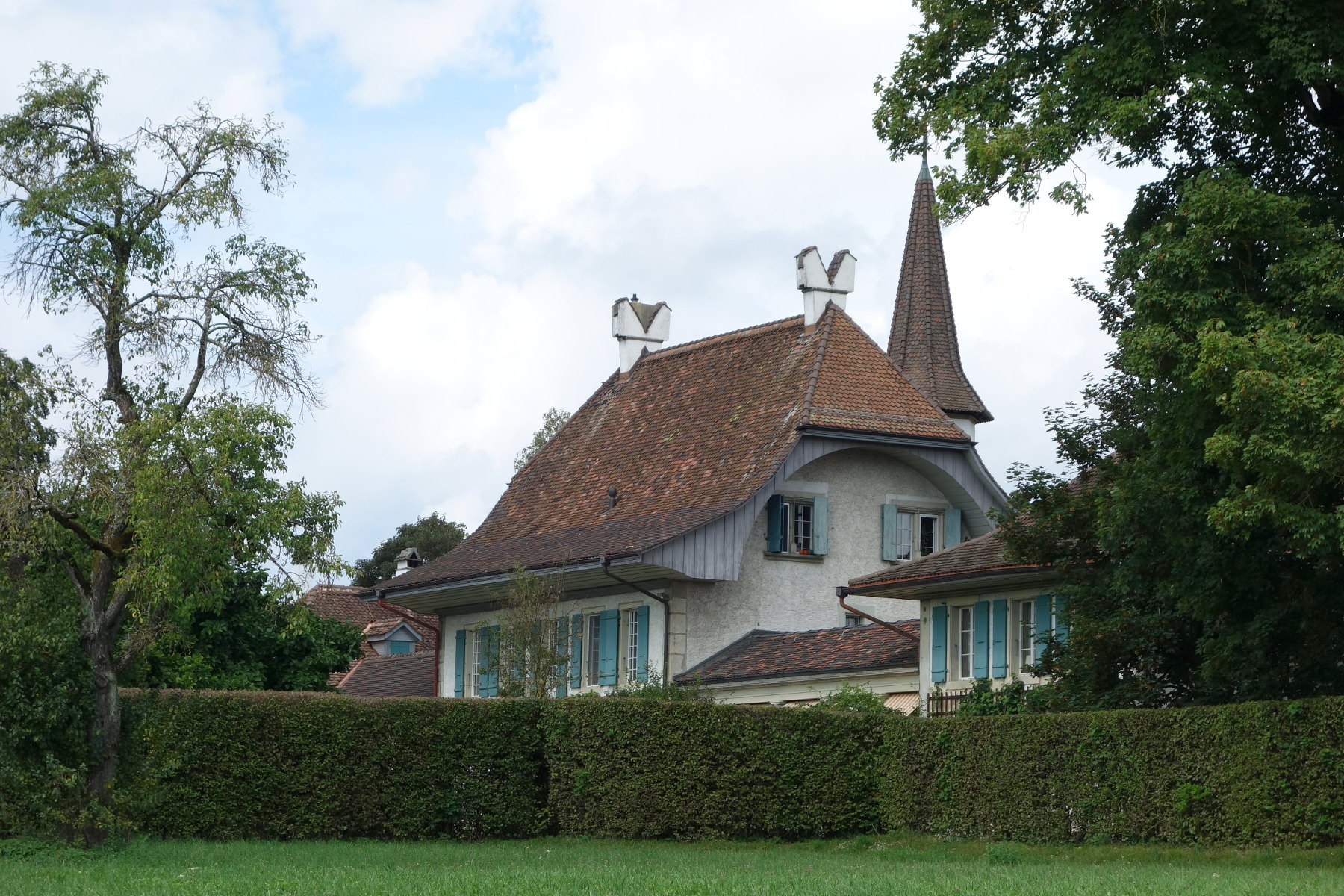
Schloss Allmendingen

Das Schloss Allmendingen ist ein Schloss aus dem 16. Jahrhundert in der Gemeinde Allmendingen bei Bern im Schweizer Kanton Bern.

## Geschichte
Gemessen am Baustil scheint das Schloss im 16. Jahrhundert gebaut worden zu sein. Eine Tür am Turm trägt die Jahrzahl 1607. Im 18. Jahrhundert wurde das Schloss vom Schultheiss Isaak Steiger und seinem Sohn Franz Ludwig Steiger zu einer Campagne ausgebaut.
Am 17. September 1946 besuchte Winston Churchill das Schloss Allmendingen.